# Palazzo Litta
Palazzo Litta, detto anche Palazzo Arese Borromeo Visconti Litta, è un edificio storico situato in corso Magenta a Milano. Considerato uno degli esempi più importanti dell'architettura barocca milanese, è attualmente la sede del Segretariato regionale del ministero dei beni e delle attività culturali e del turismo per la Lombardia, del Polo museale regionale della Lombardia e della Soprintendenza archeologia belle arti e paesaggio per la Città metropolitana di Milano.

## Storia

### Il progetto seicentesco del Richini
La storia costruttiva di palazzo Litta è strettamente legata alle vicende della famiglia Arese e dei suoi successori.
Committente dell'edificio fu Bartolomeo III Arese (1590-1674), personalità notevole dell'epoca, che rivestì importanti cariche nelle corti di Spagna e di Milano, tra le quali quella di presidente del Senato e quella di presidente della Magistratura Ordinaria. In particolare in relazione a quest'ultima carica Forcella riporta trascrizione del “salario et emolumento” dovuto ad Arese, ammontante a L. 13462.4: uno dei più elevati in riferimento a cariche istituzionali. Questi introiti andavano ad arricchire ulteriormente il già consistente patrimonio di famiglia, derivante in parte dal matrimonio con Lucrezia Omodei, il quale aveva consentito ad Arese di acquisire anche importanti alleati a Roma e Madrid. Tutto ciò spiega la possibilità e la necessità al contempo di affidare i lavori riguardanti la propria dimora ad un architetto "in voga" come Francesco Maria Richini, detto Ricchino.

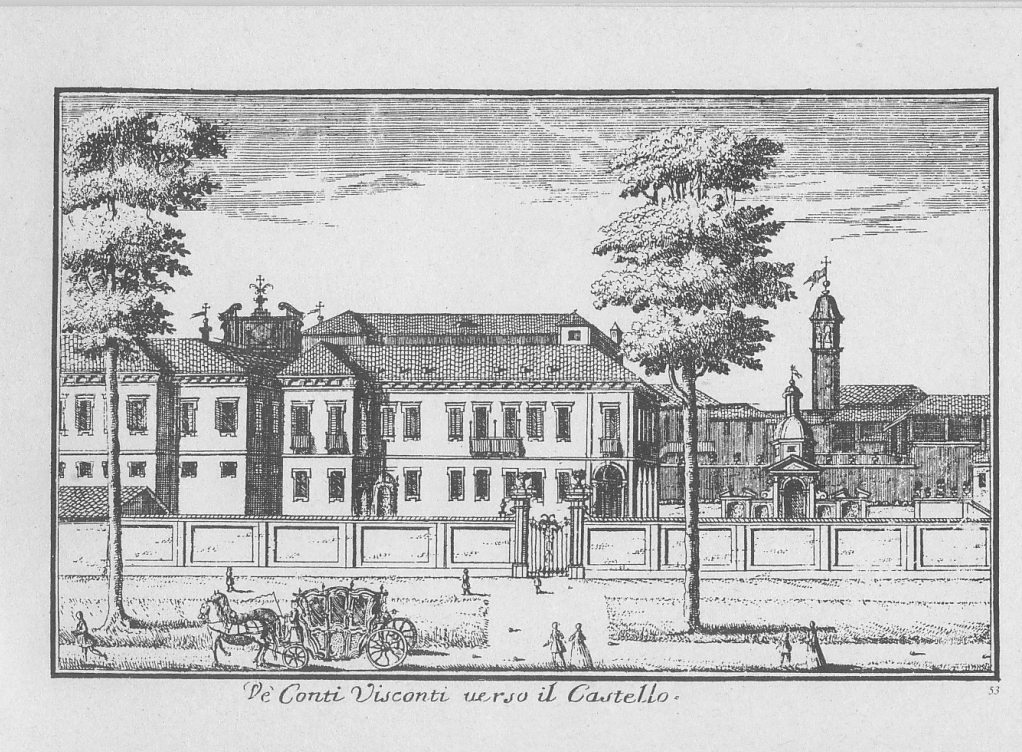
Marc'Antonio Dal Re (1697-1766), Palazzo "De' conti Visconti verso il Castello", dalle Vedute di Milano del 1745

A definire una possibile collocazione dell'avvio dei lavori da parte dell'architetto sono due richieste di utilizzazione del suolo pubblico effettuate dallo stesso Arese negli anni 1642 e 1646: secondo molti autori Ricchino sarebbe stato incaricato di realizzare un intervento di ampliamento di un edificio di modeste dimensioni preesistente, per adeguarlo come visto allo status del proprietario. I lavori sarebbero poi proseguiti (Ricchino muore nel 1658) per una trentina di anni, fino a quando cioè, nel 1674, Bartolomeo Arese muore, causando, l'interruzione dei lavori. L'interruzione fu probabilmente preceduta da un rallentamento dei lavori a causa del progressivo disinteressamento di Arese o forse per sue avverse fortune politiche.
La prima ipotesi sembra però cadere considerando che tre anni prima di morire, nel 1671, Arese aveva istituito un fedecommesso contenente l'obbligo che il palazzo fosse abitato esclusivamente da un Visconti o da un suo erede, proibendo inoltre che l'edificio fosse affittato anche solamente in parte, a meno del pagamento di una penale di 4.000 scudi all'Ospedale Maggiore di Milano. Tuttavia gli eredi, grazie ad un accordo con quest'ultimo, dietro versamento di denaro, otterranno lo svincolo dall'obbligo per disporre liberamente del palazzo.

### Il passaggio ai Litta e l'ampliamento settecentesco
Bartolomeo Arese dunque muore nel 1674, e senza eredi maschi: le due figlie si accasarono rispettivamente con discendenti delle famiglie Visconti e Borromeo, da cui il passaggio di proprietà dell'edificio a quella che negli alberi genealogici appare come famiglia Visconti-Borromeo-Arese. L'ultimo discendente di questa linea, Giulio Visconti Borromeo Arese, così come il suo antenato Bartolomeo Arese, muore senza eredi maschi nel 1750 e trasmette i propri beni alle figlie Elisabetta e Paola, maritate con i marchesi Pompeo (figlio) e Antonio (padre) Litta, da cui l'origine della linea nota con il triplice cognome Litta-Visconti-Arese. Fu nel periodo a cavallo di questo avvicendamento, alla metà del XVIII secolo, che si registrarono due interventi (di paternità ed entità ancora incerte), realizzati da Bartolomeo Bolli e Carlo Giuseppe Merlo, con i quali si portò l'edificio a completamento dopo un periodo di stallo che, stando ai testi, durava ormai da sette decenni. Nella prima metà del Settecento vengono infatti realizzati due distinti progetti di ampliamento del palazzo, il primo dei quali risalente al dicembre 1738 e verosimilmente non andato a buon fine: un memoriale presentato in quel tempo al Consiglio Generale dal già citato conte Giulio Visconti Borromeo Arese contiene una richiesta di concessione di una porzione di strada pubblica per poter conferire simmetria alla facciata della propria residenza, richiesta che probabilmente non trova accoglimento. Ciò tuttavia non esclude che siano stati attuati dei lavori all'interno dell'edificio, ammettendo in questo senso la possibilità che lo scalone d'onore sia stato realizzato prima della morte di Giulio Visconti Borromeo Arese. Tuttavia ciò, sempre secondo l'autrice, non può essere avvenuto alla data del 1738, avendo in quel momento il “P. Francesco Maria De Regi Barnabita professore di Matematica”, il matematico che scrisse di sua mano i calcoli relativi alle strutture dello scalone, solamente diciotto anni. Ne deriva che la collocazione proposta da molti testi, per lo scalone, al 1740, va considerata come semplice ipotesi.
Un secondo progetto di ampliamento risalirebbe invece al 1752, quando i marchesi Litta, divenuti nel 1808 Duchi, inoltrano nuova richiesta di utilizzo di superficie pubblica per completare la propria residenza. La richiesta viene accettata e dunque presumibilmente a questa data iniziano i lavori per la facciata di stile rococò, terminata soltanto attorno al 1763 da Bartolomeo Bolli.

### La vendita e i danni bellici

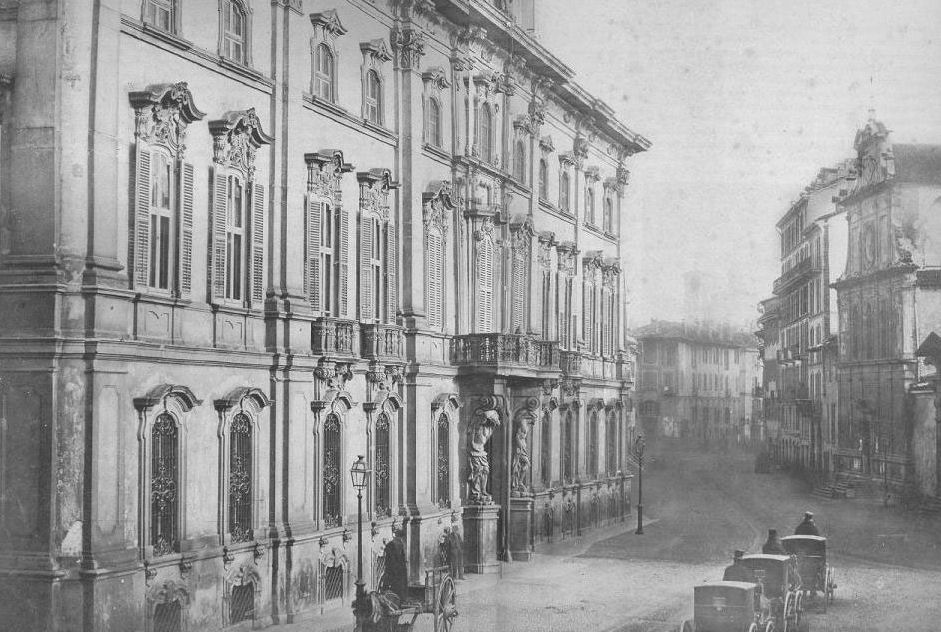
Palazzo Litta nel 1865 ca

Nel 1874, due secoli dopo la morte di Arese e poco più di un secolo dopo gli interventi di Bolli e Merlo, si registra l'ultimo passaggio di proprietà: il 27 gennaio il palazzo venne messo all'asta. Ad aggiudicarselo fu la Società per le Ferrovie dell'Alta Italia, per una cifra di L. 1.610.000 a fronte di una base d'asta di L. 2.338.000. Nel corso degli anni si ha quindi una serie di passaggi “interni” alla società ferroviaria, dapprima alla Rete Mediterranea e dal 1905 alle Ferrovie dello Stato, con l'insediamento della Direzione Compartimentale. Va notato che l'acquisizione dell'edificio da parte dell'ente ferroviario comportò una serie di trasformazioni per adattarlo alla nuova destinazione terziaria. Sicuramente il palazzo fu in parte modificato, con la realizzazione di alcune demolizioni riguardanti l'apparato decorativo degli ambienti interni, la completa riedificazione delle ali e delle corti interne, l'aggiunta delle due ali posteriori adibite ad uffici che occupano parte di quello che fu il noto giardino.
Qualche decennio dopo il passaggio alle Ferrovie, durante la Seconda guerra mondiale, l'edificio fu oggetto di bombardamenti che causarono ingenti danni. L'attacco ebbe luogo la notte del 13 agosto 1943, con lancio di ordigni che provocarono l'incendio dell'edificio interessando soprattutto la parte centrale dello stabile, il cortile d'onore e lo scalone di Merlo che fu quasi completamente distrutto per il crollo della volta soprastante. Non mancano anche in questo caso informazioni contrastanti, secondo le quali rimarrebbero invece intatti il cortile ricchiniano e le sale di rappresentanza del corpo centrale.
Comunque sia, la ricostruzione fu pressoché immediata, grazie al pronto interessamento del Ministero delle comunicazioni, visto il ruolo cruciale dell'edificio: già nel 1944 l'impresa Jonghi-Lavarini, coadiuvata da ditte specializzate nella realizzazione di decorazioni, attuava un vero e proprio ripristino dello stabile sulla base di antichi disegni di studio realizzati dagli studenti dell'Accademia di Brera, in mancanza di copie di progetti o semplici fotografie negli archivi delle Ferrovie dello Stato. È in particolare il testo di Camusso e Tartaglia a soffermarsi sulle operazioni di ricostruzione, notando che "furono ricostruite le volte crollate, vennero ripulite le catene, sostituite quelle difettose, fu costruita una soletta in cemento armato sul riempimento delle volte rimaste, in modo che la volta non avesse altre sollecitazioni che quelle di portare il proprio peso" e che "la stessa soletta venne estesa anche alle volte ricostruite per dare a tutto il porticato una buona uniformità strutturale". Nel 1989 l'edificio fu sottoposto ad un ulteriore intervento di restauro, attraverso il quale è stato "sorprendentemente scoperto e restituito l'originale colore" al fronte dell'edificio: "un pallido carminio, del tutto inconsueto per Milano".
Il complesso di Palazzo Litta è stato sede degli uffici dell’Amministrazione delle Ferrovie, a partire dal 1873; alla privatizzazione dell’Ente ferroviario, avvenuta nel 1994, era seguito un contenzioso con il Demanio dello Stato in ordine alla proprietà del palazzo, risolto in primo grado a favore di quest’ultimo solo nel 2002. Nel febbraio 2007 la porzione monumentale di Palazzo Litta è stata consegnata al Ministero per i beni e le attività culturali e per esso all’allora Direzione Regionale per i Beni Culturali e Paesaggistici della Lombardia, oggi Segretariato regionale.

## Descrizione

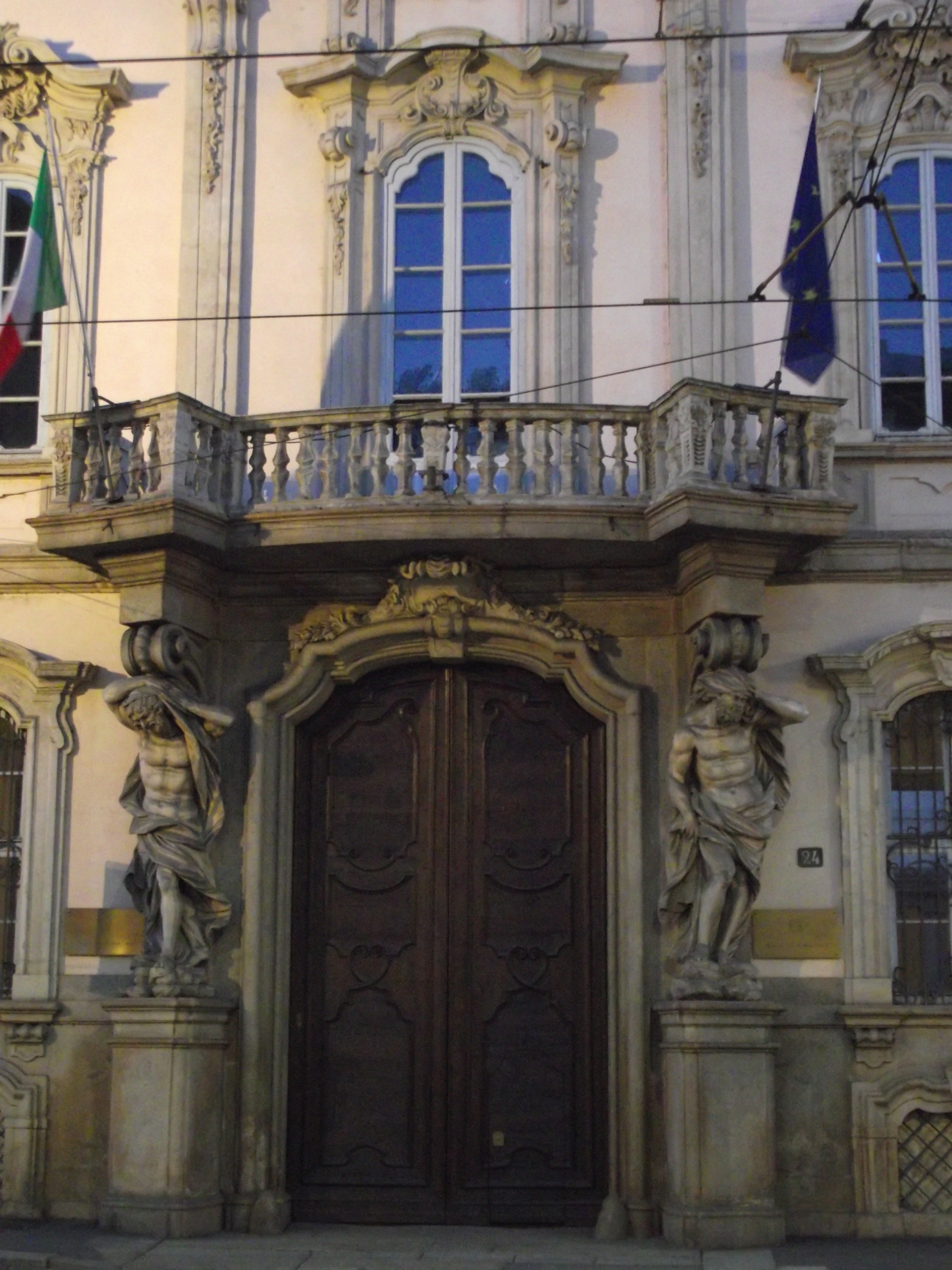
Il portale

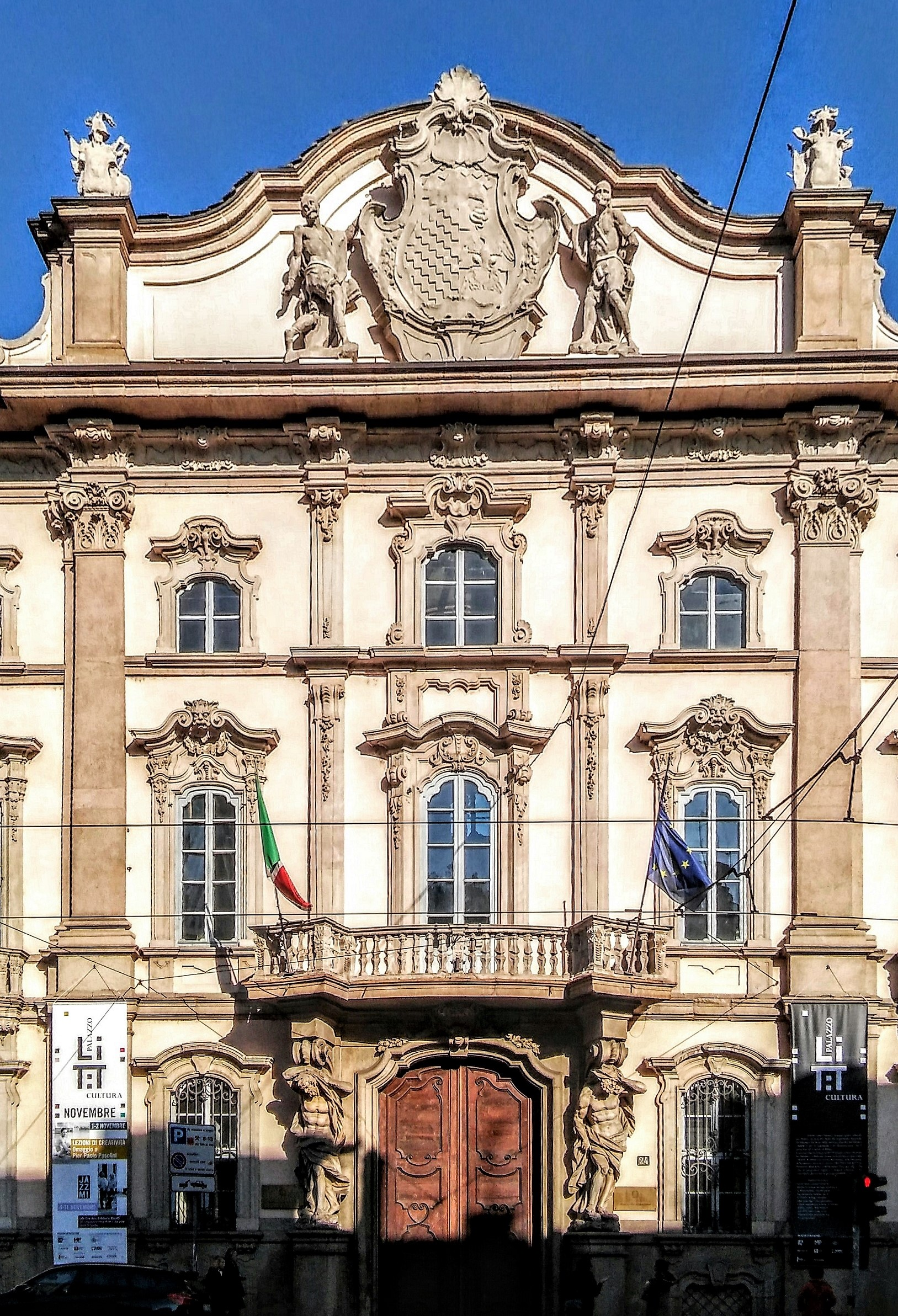
Parte centrale della facciata

### La facciata Rococò
L'edificio si affaccia sul prospiciente corso Magenta, con il fronte progettato da Bartolomeo Bolli. Caratterizzato da alterna fortuna critica, questo si distingue per un corpo centrale avanzato, alto tre piani, scompartito da sei paraste semiribattute, d'ordine corinzio, in cinque campate. Le paraste, alte due piani, scendendo diventano pilastri, con inseriti i motivi di rettangoli smussati, ispirati forse alla vicina chiesa di San Nicolao. Ai lati si dispongono due corpi simmetrici alti due piani nei quali la caratterizzazione architettonica si fa più sobria. Il portale centrale è coperto da una balconata a pianta convessa, sostenuta da grosse mensole poggianti sulle spalle di due giganti, in linea con la vena manieristica milanese che discende dal palazzo degli Omenoni. Alla sommità del corpo aggettante, in corrispondenza delle tre campate centrali, al di sopra del cornicione a sguscio, in pietra e dotato di forte aggetto, si leva il fastigio ad attico mistilineo inquadrato da pilastri reggenti trofei, nel quale due statue di mori a tutto rilievo reggono lo stemma della famiglia Litta.
A proposito dell'apparato scultoreo della facciata va riportata un'ipotesi contenuta nel testo di Poli Vignolo, secondo la quale Bolli si sarebbe servito di scalpellini provenienti dalla fabbrica del Duomo di Milano: essendo Bolli impegnato in quel cantiere, essendoci inoltre noto (ma la fonte non viene riportata) che egli espresse parole di elogio nei confronti degli scalpellini Elia Vincenzo Buzzi, Carlo Domenico Pozzo, Giuseppe Perego, ed essendo infine i tre dichiarati momentaneamente disoccupati nei documenti del cantiere del Duomo nel periodo 1750-1755 si propone l'attribuzione del fastigio appunto ai tre scultori citati. 
Le finestre, a tutti i livelli, sono sormontate da ricche e bizzarre cimase curve, decorate con cartelle, conchiglie, festoni nei timpani; quelle del primo piano inoltre hanno in alcuni casi balconcini poco sporgenti a balaustri, sorretti da fregi a cartoccio, in altri appoggiano a parapetti con specchiature, mentre le finestre dell'ultimo livello, di altezza minore, hanno dei parapetti in ferro battuto.

### La corte del Richini
Dalla strada, attraverso un ampio vestibolo, si accede al cortile, per il quale la maggior parte degli autori concorda sulla attribuzione a Ricchino, esprimendo un generale apprezzamento. Il cortile si dispone a pianta quadrata, circondato da porticati su tutti e quattro i lati, coperti con volte a botte ribassate e lunettate e retti da colonne doriche in granito binate su cui va ad impostarsi una trabeazione continua. In questa impostazione del cortile sarebbe evidente il riferimento ad altre architetture ricchiniane, il palazzo del Senato e il palazzo del Seminario. Al primo piano le finestre sono incorniciate con robusti elementi in pietra calcarea e sormontate da timpani alternatamente curvi e triangolari; al secondo piano le finestre sono invece caratterizzate da cimase composite formate da volute contrapposte. In sommità si imposta una massiccia cornice a forte aggetto, sostenuta da mensole e sottomensole a foglie d'acanto.

### La corte dell'orologio e il giardino
Attraverso un passaggio sulla sinistra è possibile accedere ad un cortile minore, detto dell'Orologio: questo si caratterizza per uno sfondo prospettico in rilievo leggermente concavo, su due piani, scompartiti da lesene, doriche al livello inferiore e ioniche a quello superiore; al di sopra della porzione centrale del fronte si leva il quadrante d'orologio incorniciato da alte cimase che dà il nome al cortile. Da questo spazio è possibile passare ad un ulteriore cortile, ancora più piccolo, detto dello scalone. Sul lato opposto del cortile d'onore è invece presente un passaggio attraverso il quale si accede ad una via privata che conduce direttamente al Foro Buonaparte.

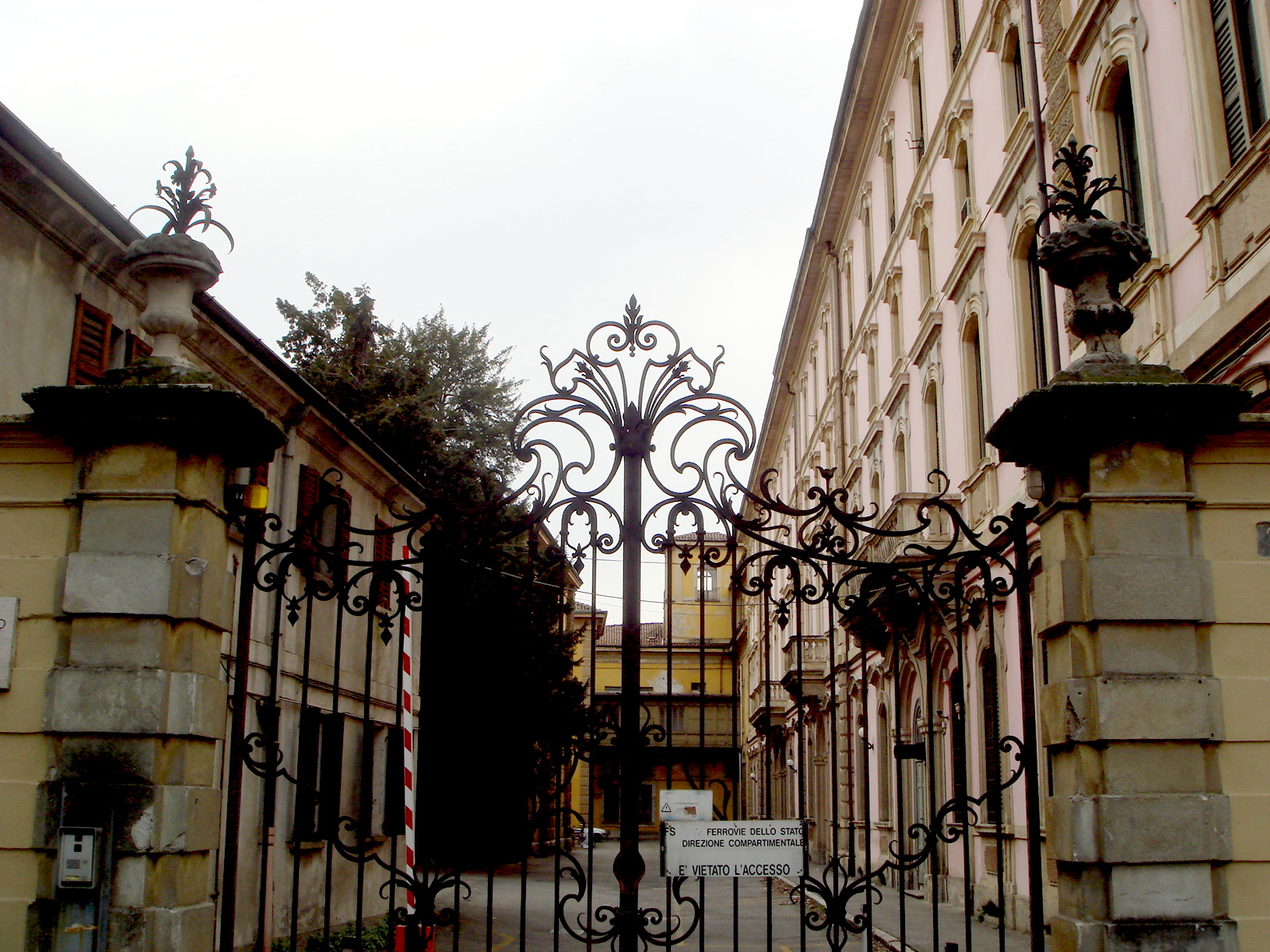
Il cancello rococò che dà sulla facciata posteriore

Verso il Castello Sforzesco, dunque dietro al corpo di cui si è finora parlato, sorgeva un secondo corpo, seicentesco nella parte centrale e settecentesco in quelle laterali, articolato attorno a tre cortili ed alto solamente due piani rispetto ai tre della parte antistante, in modo tale da non dominare le vicine fortificazioni. Si tratterebbe del corpo visibile nella celebre incisione di Marc'Antonio Dal Re, la quale, oltre a mostrare questa porzione dell'edificio, permette di farsi un'idea sull'originaria estensione del giardino. Quest'ultimo, come si vede, era all'epoca concluso da una cinta muraria con apertura al centro: stando a quanto riportano molti autori, la cinta fu ricostruita su progetto di Giuseppe Piermarini.

Il cancello, ricco di festoni in ferro battuto, sostenuto da pilastri bugnati e decorati, fu traslato per la risistemazione del foro Buonaparte sul finire del XIX secolo alla conclusione della via Illica, che costeggia l'edificio. Ciò, ovviamente, perché il giardino dovette essere drasticamente ridotto nella sua estensione in conseguenza dell'edificazione delle costruzioni che ancora oggi costeggiano il Castello.

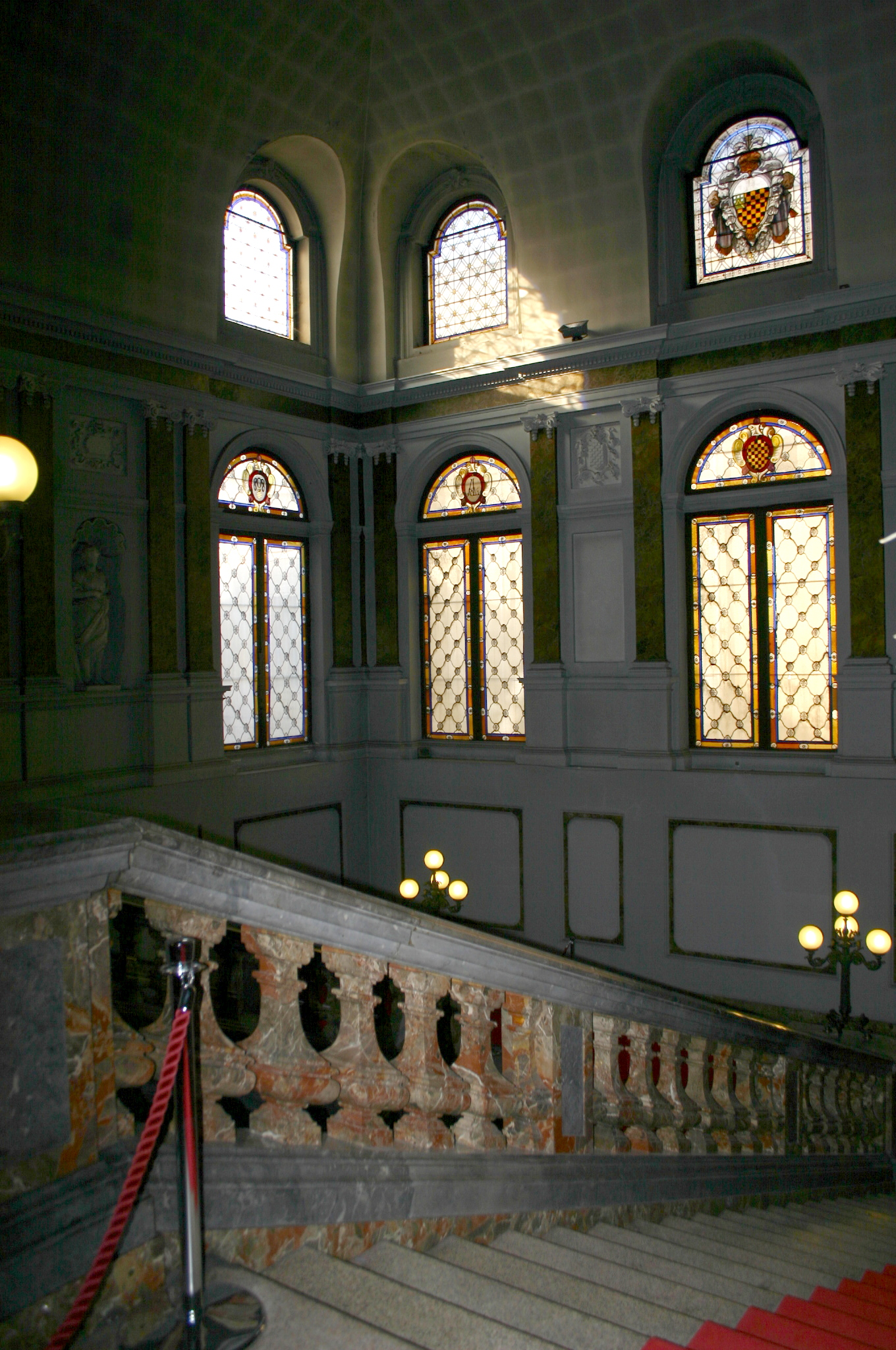
Carlo Giuseppe Merlo, Scalone d'onore (1740)

### Interni
Dal cortile d'onore è inoltre possibile accedere allo scalone, ricorrentemente definito dagli studiosi scenografico e fastoso, progettato da Carlo Giuseppe Merlo, come visto con l'aiuto di Francesco Maria de Regi, collocato sul fondo del cortile appunto, in uno spazio accessibile attraverso tre gradini e caratterizzato da pareti decorate da lesene binate di ordine ionico a capitelli festonati tra le quali si aprono nicchiole e grandi arcate su cui poggia la grande volta ricostruita dopo il crollo del 1943. Lo scalone è del tipo a tenaglia, ossia si costituisce di una prima rampa, in granito di Baveno con balaustri in rosso d'Arzo e nero di Varenna, attraverso cui si accede ad un ampio pianerottolo, dal quale si dipartono due distinte rampe che, sorrette da archi rampanti ellittici la cui geometria fu definita in compartecipazione da Merlo e de Regi, permettono di raggiungere il livello superiore.
Il piano nobile è forse l'elemento che più di tutti ha contribuito alla fama di palazzo Litta, non tanto perché possieda una sua intrinseca qualità, comunque riconosciuta da molti studiosi, quanto piuttosto perché è stato teatro di ricevimenti e feste che spesso, nella bibliografia dedicata all'edificio, trovano maggiore trattazione rispetto a questioni di maggiore interesse.  

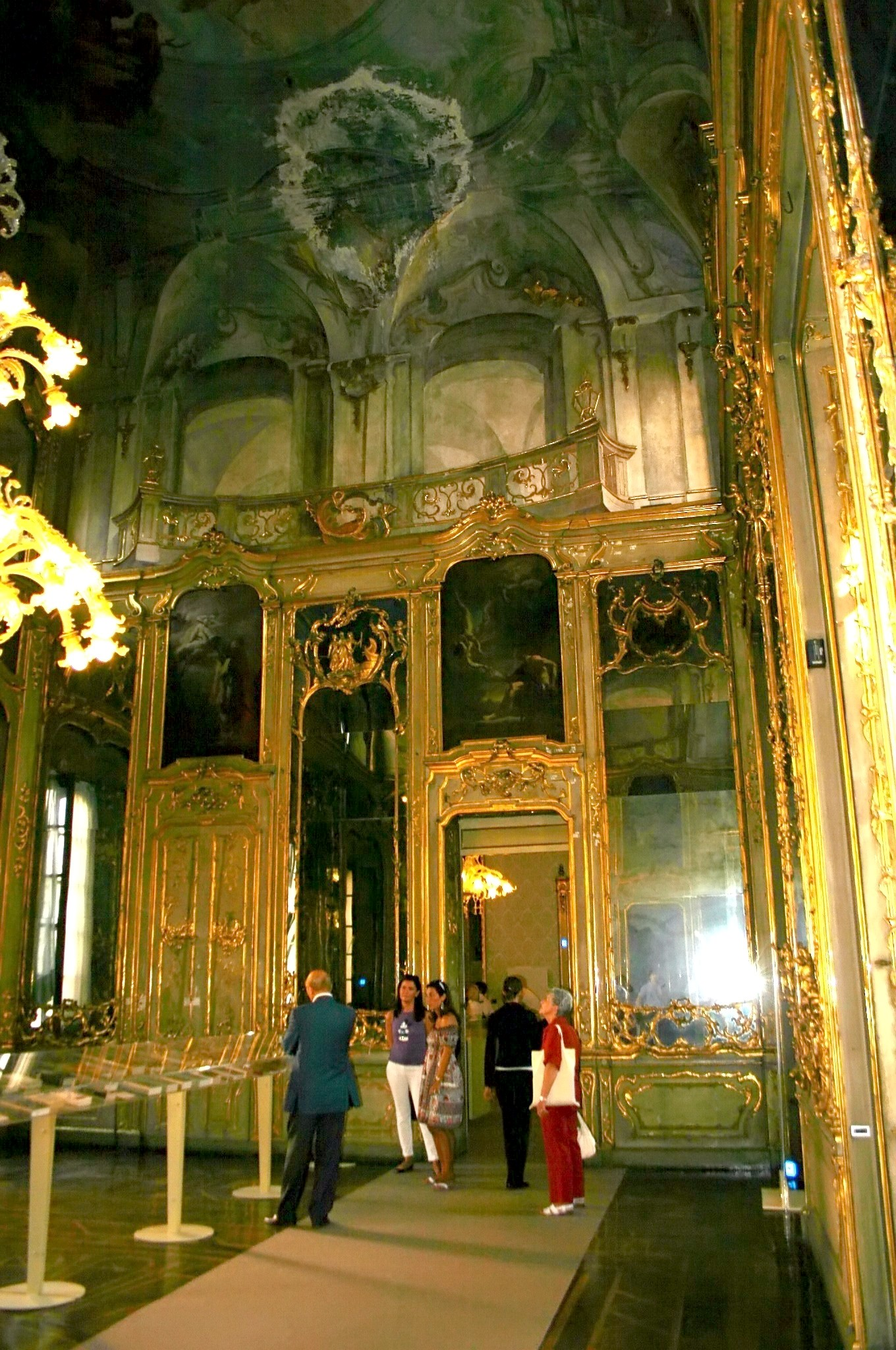
Salone degli specchi

Dallo scalone dunque si accede agli ambienti di rappresentanza: il percorso cerimoniale prosegue in una serie di sale voltate caratterizzate da ricche e varie decorazioni. Tra di esse i testi ricordano: il salotto rosso, così chiamato per il colore dei preziosi tessuti che ne rivestono le pareti, caratterizzato da dorature sugli stucchi della volta e sugli intagli lignei delle pareti; il salotto giallo, che di nuovo prende il nome dai tessuti alle pareti, oltreché dalle ricche dorature; la sala della duchessa, arredata con mobili originali risalenti al Settecento, caratterizzata da elaborati intagli a motivi di greche, trecce, fuseruole, amorini, festoni, cestelli di frutta; il grande salone centrale, detto “Salone degli specchi”, attorno al quale si dispongono ambienti minori, caratterizzato da grandi specchi dalle cornici intagliate, alle pareti, e soffitto illusionisticamente dipinto da Giovanni Antonio Cucchi a finestre aperte e balconate, oltre le quali si scorge il cielo; da menzionare infine ambienti variamente decorati, con temi pastorali, strumenti musicali, motivi di attrezzi da pesca.
Sempre per quanto riguarda gli interni, probabilmente all'intervento di Ricchino dovrebbe risalire la cappella del piano terreno, accessibile dal già citato cortile dell'Orologio, fatta realizzare per celebrare la Messa in casa, per la quale Arese ottiene il permesso nel 1671. Essa verrà successivamente trasformata in teatro, tuttora funzionante. 
È noto poi che l'edificio ospitasse al proprio interno una galleria di quadri di “sommo pregio”, in cui spiccava la leonardesca Madonna Litta venduta nel 1865 allo Zar Alessandro II di Russia, ed una ricca biblioteca, contenente la nota raccolta Bianconi.